# Török Péter (botanikus)
Török Péter (Körmend, 1979. október 22. –) a Debreceni Egyetem Ökológiai Tanszékének professzora, tudományos tanácsadó, az MTA-DE Lendület Funkcionális és Restaurációs Ökológiai Kutatócsoport vezetője. A Fiatal Kutatók Akadémiájának alapító tagja és társelnöke (2019-2021). A Young Academy of Europe tagja (2017-), a Nemzetközi Vegetációtudományi Társaság (IAVS) vezetőségi tagja (2019-) és szárazgyepes munkacsoportjának egyik vezetője (2011-).
Két gyermek édesapja.

## Életpályája
Általános iskolai tanulmányait szülővárosában az Olcsai-Kiss Zoltán Általános Iskolában végezte. A Roth Gyula Erdészeti, Faipari Szakközépiskola és Kollégiumban érettségizett (1998), majd erdésztechnikusi oklevelet szerzett (1999). A Kossuth Lajos Tudományegyetemen (ma Debreceni Egyetem) szerzett okleveles biológus-ökológus diplomát 2004-ben. Doktori (PhD) fokozatát 2008-ban védte meg summa cum laude minősítéssel A magkészlet szerepe mészkerülő gyepek rehabilitációjában címmel. 2012-ben habilitált, majd 2016-ban sikeresen megvédte MTA Doktora értekezését. 
Gyakornokként (2007-2008), majd tanársegédként (2008-2009), egyetemi adjunktusként (2009-2014), és egyetemi docensként (2014-2019) is dolgozott a DE TTK Ökológiai Tanszékén. A tanszékre professzori kinevezést kapott 2019-ben. Egyetemi állása mellett tudományos munkatársként, majd tudományos tanácsadóként dolgozott az MTA-DE Biodiverzitás Kutatócsoportban (2013-2017). Szakmai munkájának elismeréseként 2017-ben lehetőséget kapott Lendület kutatócsoport alakítására, 2017-től az MTA-DE Lendület Funkcionális és Restaurációs Ökológiai Kutatócsoport vezetője.

## Szakmai közéleti tevékenysége
A Nemzetközi Vegetációtudományi Társaság választott vezetőségi tagja (2019-2024). A Nemzetközi Vegetációtudományi Társaság Szárazgyepekkel foglalkozó munkacsoportjának (Eurasian Dry Grassland Group) választott vezetője (kétévente újraválasztva, 2011-). A Nemzetközi Restaurációs Ökológiai Társaság európai szekciójának vezetőségi tagja (2013-2015). Az MTA Ökológiai Bizottságának választott tagja  (2014-), A Magyar Akkreditációs Bizottság Természettudományi Szakbizottságának tagja (2018-2025). A Debreceni Akadémiai Bizottság Ökológiai Szakbizottságának elnöke. Tagja volt az NKFIH Komplex Környezettudományi Kollégium Ökológiai és Evolúcióbiológiai Bizottságának (2014-2019).

## Kutatási területei
- Növényközösségek dinamikai folyamatai
- Palearktikus gyepterületek biodiverzitása
- Természetvédelmi gyeprekonstrukció és gyepkezelés
- Talajmagbank és térbeli magterjedés
- Fitoplankton és kovaalga-közösségek funkcionális diverzitása[6]

## Publikációi
Összesen közel 200 tudományos publikáció szerzője, rendszeresen publikál szakterületének elismert nemzetközi folyóirataiban.
- Scopus adatbázis
- Google Scholar
- Publons
- Magyar Tudományos Művek Tára (MTMT)
- Országos Doktori Tanács[6]

## Művei
Számos rangos nemzetközi és hazai folyóiratban megjelent tematikus különszám vendégszerkesztője. Több mint 20 szerkesztett könyvfejezet szerzője.
- Török P., Tóthmérész B. (2010): Növényökológiai Alapismeretek. Kossuth Egyetemi Kiadó, pp. 195 (1. kiadás – 2006)
- Török P., Lukács B. A., Tóthmérész B. (2013): Terepi módszerek a vegetáció vizsgálatához. Kossuth Egyetemi Kiadó, pp. 113.
- Török P. (szerk) (2013): Gyeptelepítés elmélete és gyakorlata az ökológiai szemléletű gazdálkodásban. Ökológiai Mezőgazdasági Kutatóintézet, pp. 110.
- Török P., Tóthmérész B. (szerk.) (2015): Ökológiai szemléletű gyeptelepítés elmélete és gyakorlata. Ökológiai Mezőgazdasági Kutatóintézet, pp. 125.[6]

## Szakmai elismerései
Kutatómunkáját eddig több díjjal is elismerték; megkapta a Zólyominé Barna Piroska Alapítvány Díját (2006), a Debreceni Egyetem Publikációs Díját (2012, 2019), a Magyar Ökológusok Tudományos Egyesületének Ifjúsági Díját (2012), illetve az MTA Ifjúsági Díját (2014) is. Nemzeti Kiválóság Díjban részesült 2015-ben.